# Бурхан (скульптура)

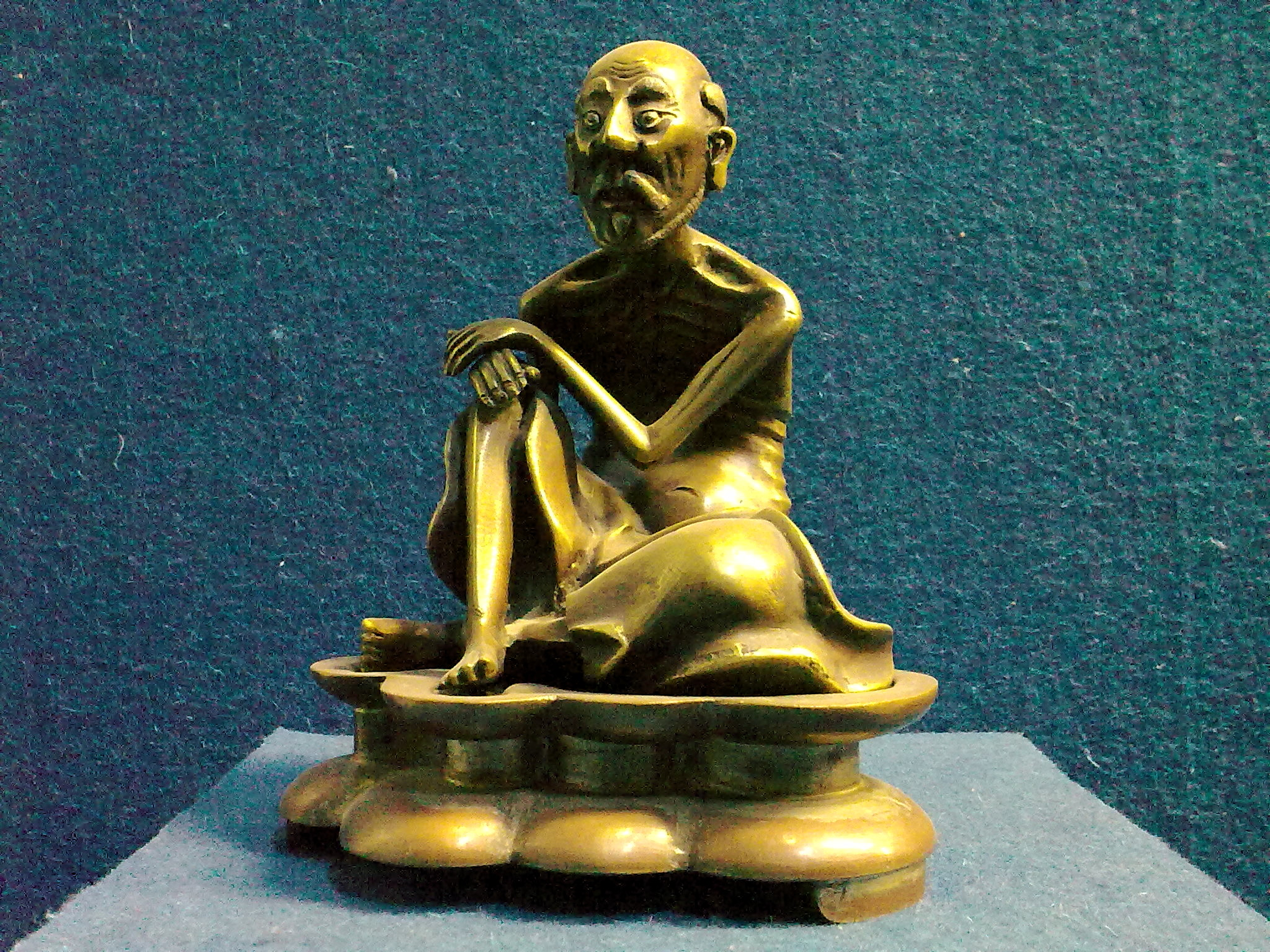
Бронзовая скульптура йогина Миларепы (музей Равджи, Сайншанд)

Бурха́н — монгольское слово, соответствующее санскритскому Будда; у буддистов-монголов обозначает изображения многочисленных их божеств, изготовляемые из разнообразных материалов и различными способами: из золота и серебра, из бронзы и меди, из глины, дерева и камня. Металлические бурханы бывают литые и кованые; каменные бурханы либо вытёсываются из камня, или высекаются на камне. Распространены бурханы, нарисованные на коже, бумаге, а чаще всего на полотне.
Происхождение бурханов, как изображений божеств, буддисты относят к началу существования своей религии, и изготовление бурханов считают заповедью самого основателя буддизма, Шакьямуни, первое изображение которого, по сказанию буддистов, дано было им самим и было изготовлено при его собственной чудодейственной помощи.
С последовавшим за тем развитием учения о многочисленных перерождениях Будды, буддисты стали изображать и второстепенных будд и таким образом увеличили число своих священных изображений до того, что уже были не в состоянии дать каждому такому изображению отличительные признаки. Поэтому были вынуждены разделить всех 1000 будд, о которых будто бы предсказал сам Шакьямуни, на пять разрядов и стали изображать каждых двести будд одинаково.
По мере осложнения верований буддистов и с развитием буддийской космологии, у них появилось учение о множестве и разнообразии миров, населённых богами и полубогами, вследствие чего священные изображения буддистов значительно умножились. Буддисты-монголы всех своих бурханов подразделяют на бурханов-успокоителей (аморлингой) и бурханов свирепых (докшит).
Бурханы обычно помещаются в буддийских кумирнях, известных у сибирских буддистов под именем «дацан» (или «дасанг»), а в Средней Азии — под именем «сумэ». В кумирнях они размещаются параллельно северной стене и самые главные из них ставятся за особыми жертвенными столами, на отдельных подставках, а иногда на самых жертвенных столах. Лицом бурханы обращены на юг, то есть к дверям кумирни, и располагаются соответственно своей религиозной важности.

## В Монголии и Калмыкии
Буддийская скульптура — один из важнейших видов изобразительного искусства дореволюционной Монголии (Халхи), активно возрождающийся с начала 1990-х годов.
В русской востоковедческой и искусствоведческой литературе часто встречается соответствующий термин «бурха́н», означающий скульптурное изображение будды, бодхисаттвы, дхармапалы, махасиддхи или другого значимого персонажа, почитаемого в монгольском буддизме.
Массовое изготовление бурханов в Монголии начинается в период династии Цин, то есть со второй половины XVIII века. Основными материалами для скульпторов служили дерево и бронза. Считается, что фундамент монгольской школы художественного литья бронзовых статуй заложил выдающийся буддийский учитель Дзанабадзар. Изделия покрывались золотом, иногда серебром. Бурханы устанавливались практически во всех местах буддийского культа, включая домашние алтари в кочевых юртах.
Развитие буддийской скульптуры у бурят и калмыков также берёт начало в XVIII столетии, и переживает расцвет в конце XIX — начале XX веков. В Калмыкии особой популярностью пользовались работы из дерева, в Бурятии одинаково ценились деревянные и металлические изделия. Центром бурятского художественного литья бурханов считалась Цолга; художественной обработкой дерева славился Оронгой, где работал виртуозный скульптор С.-Ц. Цыбиков.